# Flávio de Queirós
Flávio Augusto de Oliveira Queirós (Jundiaí 17 de janeiro de 1865 – São Paulo 18 de agosto de 1933 ), foi um magistrado e jurisconsulto brasileiro.

## Biografia
Filho do tenente-coronel Estanislau José de Oliveira Queiroz (Estanislau de Jundiahy), que foi importante proprietário imobiliário em São Paulo, no século XIX e de Francisca Maria Cruz de Oliveira Queirós, pertencia a tradicionais troncos paulistas, descendendo por seu pai de João Correia Penteado *1666 +1739 e Isabel Pais de Barros *1673 +1753 e por esses ramos, consequentemente, da família do bandeirante Fernão Dias Paes.

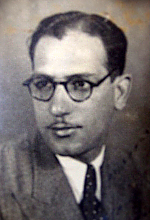
Senhor Flavio de Queiroz Filho, Flavinho *1909 +1974 (Foto do acervo de seu filho)

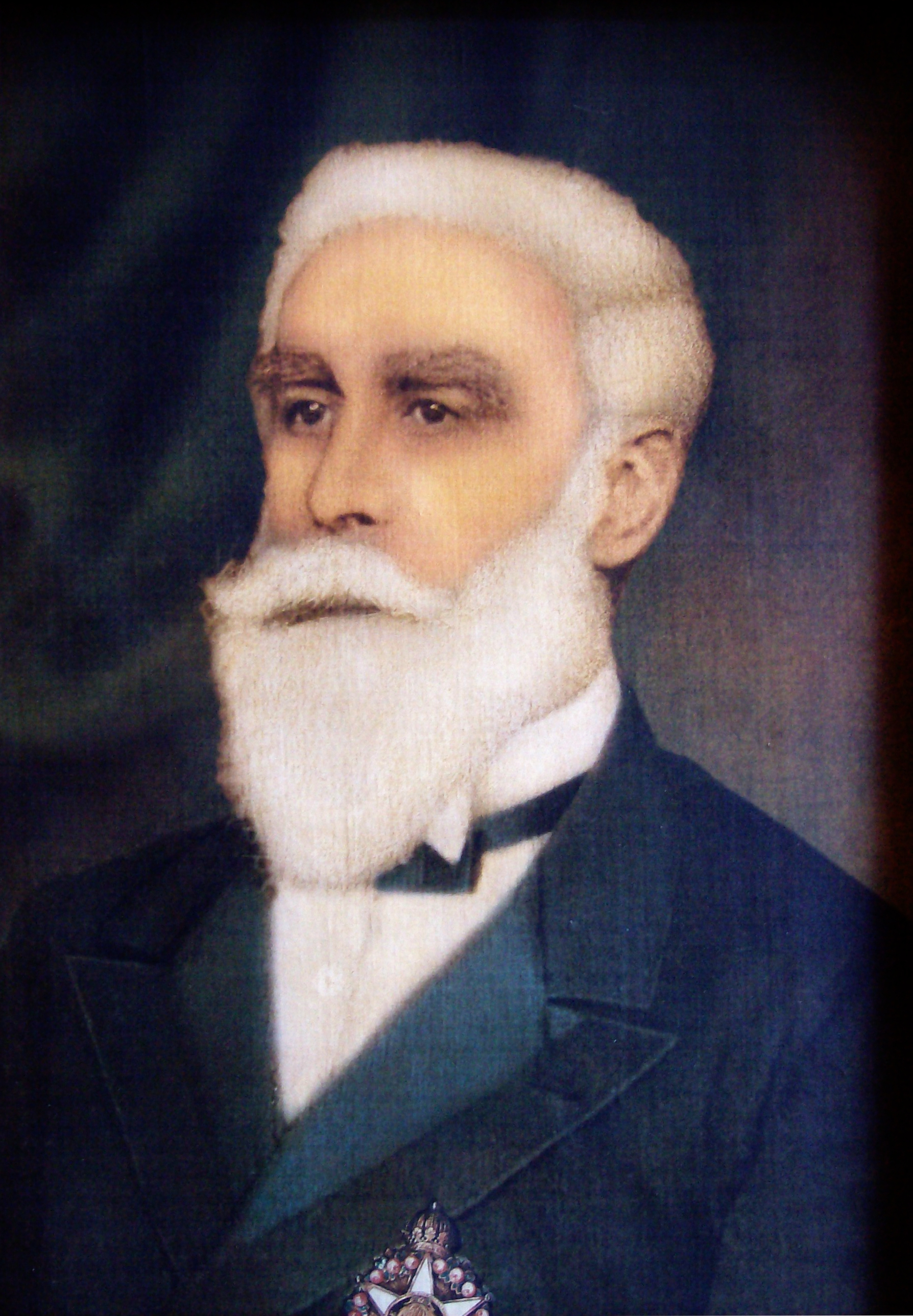
Barão de Cabo Verde e Comendador da Imperial Ordem da Rosa - Tte. Cel. Luiz Antônio de Moraes Navarro - *1831 +1901 (Tela do acervo de seu trineto)

Fez seu estudos preliminares no Seminário de São José do Rio Comprido, na antiga Capital Federal, transferindo-se, em 1878, para o colégio Mamede em São Paulo e dali para o colégio Moretz-Son, concluindo o seu preparatório. Graduou-se, em 1886, aos 21 anos de idade, pela Faculdade de Direito do Largo São Francisco, em São Paulo.
Iniciou sua carreira como promotor público em Paraibuna, posição que ocupou, também, em São José dos Campos. Exerceu o cargo de juiz municipal em Jacareí.
Aos 20 de setembro de 1892, foi investido, aos 27 anos,  na magistratura paulista, como juiz de direito e atuou  nas comarcas de Descalvado, Araraquara, Amparo e Santos.
Em Amparo, assumiu a comarca em 1902 e foi o juiz que por mais tempo, cerca de 20 anos, dirigiu os seus destinos jurisdicionais. Estudioso da ciência jurídica, da literatura e dotado de inteligência culta, foi, em sua época, jurista dos mais acatados na magistratura paulista conquistando justo renome nos meios intelectuais.

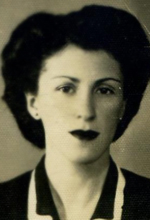
Dona Viggianina Paoliello de Queiroz *1912 +1983 (Foto do acervo de seu filho)

Por vários períodos, (de 1904-1914; 1915–1919 a 1921, presidiu o tradicional clube sociocultural de Amparo, cujo 1º presidente, em 1885, foi o Dr. Bernardino de Campos - o Clube 8 de Setembro.
Foi casado, em 1ªs núpcias com Marieta de Albuquerque Clark, natural de Santos/SP - filha do confederado norte americano Willian Clark e Candida de Albuquerque Clark, por essa, sobrinha materna do benemérito engenheiro, formado pela Universidade de Easton, Pensilvânia/USA, Dr. Fernando de Albuquerque. Para ver a biografia dele no Dicionário de ruas de São Paulo, 1º clique aqui, 2º digite Fernando de Albuquerque-  advindo dessa união cinco filhos. Enviuvando, casou-se a 2ª vez, na cidade de Araraquara em fevereiro de 1900, com sua prima Maria Flora de Almeida Leite e tiveram uma filha. Pouco tempo depois, em novembro de 1903, falece Maria Flora.
Então, casa-se novamente  no ano de 1904 em Amparo, aos 39 anos de idade, também, com outra sua prima pelos troncos Camargos, Pais de Barros e  Penteados, Julieta Goulart Penteado Pimentel - Dona Yaya - igualmente descendente do casal João Correia Penteado e Isabel Pais de Barros, acima mencionados. Ela 21 anos mais moça do que ele. Era filha do Cap. Damásio Pires Pimentel que foi intendente, à época equivalente a prefeito, de Amparo de 1897 a 1899 e da aristocrata paulista Elvira Hermínia Goulart Penteado Pimentel. Desse consorcio de 29 anos provieram dez filhos, nove deles nascidos em Amparo e o seu varão mais velho, Flávio de Queiroz Filho, viria a casar-se com a bisneta do Barão de Cabo Verde, Viggianina Paoliello.
Foram primas de Da. Julieta Goulart Penteado Pimentel de Queiroz, Da. Myrthes Pimentel Cintra do Prado, casada com o Dr. Amador Cintra do Prado - de tradicional família de Amparo, neto do Barão de Campinas, Joaquim Pinto de Araújo Cintra - e Da. Alcina Pimentel de Toledo Piza, casada com o Dr. Franklin de Toledo Piza, pais do prefeito de São Paulo em 1956, Dr. Wladimir de Toledo Piza. E foi, também, seu tio avô paterno o coronel João Pedro de Godoy Moreira, fundador da cidade de Pedreira/SP.
Foram irmãos do Dr. Flavio: o Juiz Federal, Dr. Wenceslau Jose de Oliveira Queiroz, que foi casado com Adelaide Diniz de Queiroz; Maria Idalina de O. Queiroz de Camargo Mello, que foi casada com o Juiz de Direito, Dr. Luiz de Camargo Mello; Maria Eufrosina de O. Queiroz de Camargo, que foi casada com o Juiz de Direito, Dr. Hypólito de Camargo *1846 +1905 - para ver a biografia dele no Dicionário de ruas de São Paulo, 1º clique aqui, 2º digite Hipólito de Camargo; Albertina de O. Queiroz de Barros, que foi casada com o Dr. Jose F. Teixeira de Barros e os acadêmicos das Arcadas de São Francisco, José Estanislau de Oliveira Queiroz e Alberto José de Oliveira Queiroz, falecidos prematuramente, em 27 de agosto de1878 e em 11 de novembro de 1878, respectivamente. Jose Estanislau era,também, exímio pianista e virtuose nas composições para o instrumento. Foi homenageado no momento de seu sepultamento, junto a campa, com emocionada alocução proferida por seu amigo e contemporâneo de turma na faculdade, Afonso Celso de Assis Figueiredo Júnior, (futuro Conde de Afonso Celso,  título Papal  outorgado em  1905) - filho do Visconde de Ouro Preto, Afonso Celso de Assis Figueiredo, último presidente do Conselho de Ministros do Império do Brasil.
Homenageado por seus jurisdicionados em dezembro de 1916, por ocasião de seu 14º aniversario de judicatura em Amparo, a população da cidade ofereceu à Comarca e à S. Exa., duas telas a oléo com a sua efígie togada. Uma delas  é ostentada até hoje na sala do juri do Forum de Amparo e a outra  pertence ao acervo de seu neto de mesmo nome, Flavio Augusto de Oliveira Queiroz Neto.
Ele e a sua senhora estão sepultados no jazigo da família no Cemitério São Paulo.